# Ways to Be Wicked
A Ways to Be Wicked az Utódok 2. című film első kislemezeként jelent meg 2017. április 14-én, a Walt Disney Records kiadásában. A dalt Dove Cameron, Cameron Boyce, Booboo Stewart és Sofia Carson adja elő. A dalhoz videóklip is készült, ami 2017. április 30-án került fel a YouTube-ra, ahol a videót 132,000-szer nézték meg.

## Slágerlisták
| Slágerlista            | Helyezés |
| ---------------------- | -------- |
| Bubbling Under Hot 100 | 1        |

## Közreműködők[4]
Zeneszerző: Charity Daw, Josh Edmondson, Sam Hollander, Grant Michaels
Énekes: Cameron Boyce, Dove Cameron, Sofia Carson, Booboo Stewart